# Epsilonematina frigida
Epsilonematina frigida är en rundmaskart som först beskrevs av Steiner 1931.  Epsilonematina frigida ingår i släktet Epsilonematina och familjen Epsilonematidae. Inga underarter finns listade i Catalogue of Life.